# Chiara Francini
Chiara Francini (Florència, 20 de desembre del 1979 és una actriu italiana.

## Biografia
Nascuda a Florència, Chiara Francini es va llicenciar en humanitats amb una tesi en hermenèutica literària. Parla cinc llengües estrangeres: anglesa (perfecte), francesa (fluïda), alemany (fluïda), portuguès (fluïda), espanyol (fluïda).
La seva formació artística va començar al Teatre de la Limonaia, de Sesto Fiorentino, dirigit per la Barbara Nativi. Sota la seva direcció recitaria Noccioline, un text de Fausto Paravidino. Durant dos anys consecutius va participar en l'obra Faccia da comico al Teatre Ambra Jovinelli de Roma, sota la direcció artística de Serena Dandini. Després, va fer el salt a la televisió gràcies a Marco Giusti, que li va oferir dos papers fixes als seus programes BlaBlaBla i Stracult. Després vindrien Radio Sex, d'Alessandro Baracco, i Le ragazze di San Frediano, sota la direcció de Vittorio Sindoni. Finalment, al 2007 va acceptar el paper de Marzia Meniconi, una de les protagonistes de Gente di mare 2.
L'any 2014 va conduir per primer cop el programa Colorado al canal Italia Uno, juntament amb Diego Abatantuono.
El 2016 va ser la protagonista de la sèrie Matrimoni ed altre follie, dirigida per Laura Muscardin, que es va emetre al Canale 5 en prime time, i va ser protagonista de la pel·lícula Piccoli segreti e grandi bugie, sota la direcció de Fabrizio Costa i de la sèrie No dirlo al mio capo, sota la direcció de Giulio Manfredonia ambdues de Rai Uno. El mateix any va intervenir a la pel·lícula On Air - Storia di un successo, dirigida per Davide Simon Mazzoli. 

## Premis i reconeixements
- 2014. Premi AKAI com a millor actriu protagonista al Festival Internacional de Cinema de Roma.
- 2011. Premi Guglielmo Biraghi com a actriu revelació de l'any al Festival Internacional de Cinema de Venècia.
- 2011. Premi Afrodita com a jove actriu brillant (Roma).
- 2011. Capri, Hollywood, actriu de l'any.
- 2010. Premi Renzo Montagnani, Florència.

El 2001 també fou nominada al premi l'Oréal Paris en el marc del Festival del cinema de Venècia i el 2012 va rebre el Torrino d'or (2012), mèrit cívic atorgat a personalitats destacades de les institucions, la cultura i l'entreteniment florentines.

## Filmografia
Cinema
- Fortalesa Bastiani, direcció de Michele Mellara i Alessandro Rojos (2002)
- L'inferno secondo noi, direcció de Giovanni Giacobelli - curtmetratge (2005)
- Lillo i Greg - The movie!, direcció de Luca Rea (2007)
- Una moglie bellissima, direcció de Leonardo Pieraccioni (2007)
- La canarina assassinata, direcció de Daniele Cascella (2007)
- Bulli si nasce, direcció de Màxims Barrets - curtmetratge (2007)
- El mattino ha l'oro in bocca, direcció de Francesco Patierno (2008)
- Miraccolo a Sant'Anna, direcció de Spike Lee (2008)
- Altre planete (One day in a life), direcció Stefano Tummolini (2009)
- Feisbum! La pel·lícula - Episodi: Gaymers, regia Emanuele Sana (2009)
- Questione di gusti, direcció de Pappi Corsicato - curtmetratge (2009)
- I really love..., direcció de Nicola K. Guarino - curtmetratge (2009)
- Mascles contra femelles, direcció de Fausto Brizzi (2010)
- Femelles contra mascles, direcció de Fausto Brizzi (2011)
- Allí està qui diu no, regia de Giambattista Avellino (2011)
- Amici miei - Come tutto ebbe inizio, direcció de Negres Parents (2011)
- La pitjor setmana de la meva vida, direcció d'Alessandro Genovesi (2011)
- Bona giornata, direcció de Carlo Vanzina (2012)
- Pazze de mi, direcció de Fausto Brizzi(2013)
- Mi sposo ma non troppo, direcció de Gabriele Pignotta (2014)
- Tutto molto bello, direcció de Paolo Ruffini (2014)
- Soap obra, direcció d'Alessandro Genovesi (2014)
- On Air - Storia di un successo, direcció de Davide Simon Mazzoli (2016)

Televisió
- Radio Sex, direcció d'Alessandro Baracco (2006)
- Le ragazze di San Frediano, direcció de Vittorio Sindoni - miniserie TV (2006)
- Lillo e Greg, direcció de Luca Rea - mini-serie TV (2007)
- Piloti, direcció de Celeste Laudisio - sèries TV (2007)
- Gente di mare 2, direcció d'Andrea Costantini i Giorgio Serafini - sèrie TV (2007)
- Don Matteo 6 - Episodi: El germà de Natalina, direcció de Giulio Arrelament - sèrie TV (2008)
- Novel·la criminal - La sèrie, direcció de Stefano Sollima - sèrie TV (2008)
- La triada de Laura, direcció d'Alessandro Piva (2009)
- Les secretàries del sisè, direcció d'Angel Longoni - pel·lícula TV (2009)
- La dona velata, direcció Edoardo Margariti - pel·lícula TV (2010)
- Tutti pazzi per amore 2, direcció Riccardo Milani - sèrie TV (2010)
- Tutti pazzi per amore 3, direcció Laura Muscardin - sèrie TV (2011)
- Un Natale per due, direcció de Giambattista Avellino (2011) - Pel·lícula TV
- Negre Wolfe, direcció Riccardo Dona - sèrie TV (2012)
- Matrimoni e altre follie, direcció Laura Muscardin (2016)
- Piccoli segreti, grandi bugie, direcció de Fabrizio Costa (2016)
- Non dirlo al mio capo, direcció de Giulio Manfredonia - sèrie TV (2016)

Programes de TV
- Affari tuoi, direcció de Gigli (2004-2005)
- Bla bla bla, de Marc Just, direcció de David Emmer (2005)
- Stracult, de Marc Just, direcció de David Emmer (2005)
- Camera Café direcció de Fabrizio Gasparetto (2007)
- Colorado (Itàlia 1, 2011, 2014)
- Aggratis! (Rai 2, 2013)
- Fashion Style (La 5, 2013)
- MTV Awards Italia (MTV, 2014)
- Eccezionale Veramente (LA7, 2016)

Carrera teatral
- Cioccolata, direcció de Marcella Ermini (2001)
- Cemento, direcció de Stephan Oertili (2001)
- Noccioline, direcció de Barbara Nascuts #us (2002)
- Romeo i Giulietta, direcció de Francesco Tarsi (2002)
- Gli amori diWilliam, direcció de Michele Panella, Sandra Garuglieri i Simona Arrighi (2002)
- Il pittore di Maddonne o nascita di un quadro, direcció de Barbara Nativi (2002)
- I si Dante fosse stato una cantautore, direcció de Sandro Dieli (2002)
- Antonio e Cleopatra, direcció de Francesco Tarsi (2003)
- Scenes pauliste, direcció de Debora Dubois (2004)
- Festival Amore Mio - Direcció artística Serena Dandini (2004)
- Sogno di una notte di mezza estate, regia de Francesco Tarsi (2004)
- Maledetta Primavera show, direcció de Fabrizio Angelini (2004)
- Faccia da comica - Direcció artística Serena Dandini (2005)
- Naftalina, regia de Stefano Messina (2006)
- Ti ho sposato per allegria protagonista, (2013-2014), direcció Piero Maccarinelli